# دوگانه‌گرایی اخلاقی
دوگانگی اخلاقی (به انگلیسی: Ethical dualism) تأکید بر موجودیت دو واحد متضاد با یکدیگر است که یکی ریشه همه خوبی‌ها و دیگری ریشه همه بدی‌هاست.
دوگانگی اخلاقی، نشانگر تقسیم بشریت به دو اردوگاه متقابل بر اساس پایبندی آنها به تقوا یا فساد است. مفهومی از دوگانگیِ اخلاقی صرف، با تأکید بر تقابل اخلاقی بین خیر و شر و شخصیت‌های مربوط به آنها (مانند مفاهیم مسیحی خدا و شیطان)، به معنای ثنویت مذهبی - تاریخی و پدیدارشناختی نیست، مگر آنکه، خیر و شر نیز با اصول هستی‌شناختی متضاد مرتبط باشند، مانند مزدیسنا و آئین مانی.

## مزدیسنا
از بهترین نمونه‌های شناخته شده دوگانگی اخلاقی دین مزدیسنا است که در آن اهورامزدا منشأ خوبی‌ها و اهریمن سرچشمه تمام بدی‌هاست. در این دین دوگانگی به دو صورت کیهانی و اخلاقی وجود دارد که صورت کیهانی نبرد دو نیروی متضاد در سطح جهان است و دوگانگی اخلاقی نبرد در ذهن انسان است. خدا به انسان آزادی داده‌است، پس او می‌تواند راه خودش انتخاب کند که به سمت راستی متمایل باشد، یا به سمت دروغ. تأکید در دوگانگی مزدیسنی بر روی آزادی انتخاب است که نشان می‌دهد انسان یاور اهورامزداست، یا همراه اهریمن. زمانی که همه انسان‌ها راستی را برگزینند، شر شکست خواهد خورد.